# Rose Troche
Rose Troche (/troʊˈʃeɪ/, en espagnol : [ˈtɾotʃe], née en 1964) est une réalisatrice, productrice de télévision et scénariste américaine.

## Biographie

### Enfance
Troche est née de parents portoricains et grandit dans le nord de Chicago. Sa famille déménage en banlieue alors qu'elle est adolescente. Dans une interview, elle déclare : « Mes parents pensaient que déménager en banlieue était un signe de succès. »

### Formation
Elle commence à travailler à temps partiel dans une salle de cinéma où son intérêt pour le cinéma se développe. Elle obtient un diplôme de premier cycle en histoire de l'art de l'université de l'Illinois à Chicago puis un diplôme d'études supérieures en cinéma.

### Vie privée
Troche s'identifie en tant que lesbienne. Elle rencontre l'une de ses compagnes, Guinevere Turner, alors qu'elle tourne son film Gabriella (1991-1993).
Son film Go Fish, initialement intitulé Ely and Max, est basé sur leurs propres expériences et celles de leurs amies lesbiennes de la communauté de Chicago. En 1993, Troche et Turner mettent fin à leur relation et Troche déménage à New York où elle écrit plusieurs scénarios. Par la suite, elles ont expliqué comment leur rupture au milieu de la production de Go Fish était non seulement difficile pour elles personnellement, mais aussi éprouvante pour leur équipe qui se sentait prise à partie dans cette rupture. Troche part vivre à Londres de 1997 à 1999 jusqu'à son retour aux États-Unis pour réaliser The Safety of Objects en 2001.

## Carrière
Troche commence sa carrière de cinéaste professionnelle dans les années 1990. Comme d'autres réalisatrices lesbiennes, elle a lancé sa carrière avec des films indépendants sur le thème gay et a ensuite trouvé du travail à Hollywood, dans un contexte où les femmes ne représentent que 12% des membres de la Directors Guild of America.

### Début de carrière
Pendant ses études à l'Université de l'Illinois à Chicago, Troche commence sa carrière en  réalisant plusieurs courts métrages lors de projets scolaires, tels que Let's Go Back to My Apartment and Have Sex (1990), This War Is Not Over (1991) et Gabriella (1991 –1993).
Rose Troche réalise trois longs métrages avant de se lancer à la télévision, Go Fish, Bedrooms and Hallways et The Safety of Objects. Ces trois films sont réalisés sur une période de dix ans,.
Après avoir terminé The Safety of Objects, Troche s'est rendu compte qu'elle n'a réalisé qu'un nombre limité de production et veut s'améliorer en tant que réalisatrice. Son ambition est de se recentrer sur des projets plus rapides et non de grande envergure qui mettaient des années à être finis,.

### Films
Elle obtient une certaine reconnaissance du milieu avec le film Go Fish (1994), une histoire d'amour lesbienne réalisé avec un budget minime. Qui est salué lors du festival de Sundance en 1994. C'est un des films véritablement "indépendants" du milieu des années 90, et certainement l'un des premiers dans le genre lesbien. Il est présenté en première au Festival du film de Sundance en 1994 où il a créé l'événement. Son second long métrage Bedrooms and Hallways (1998) explore la sexualité homosexuel.
Elle réalise également The Safety of Objects en 2001, qui est une adaptation des nouvelles d'AM Homes et traite la question sur l'amour hétérosexuel en banlieue.
Elle a également été productrice pour se filmes Go Fish et The Safety of Objects, ainsi que pour le film Concussion de Stacie Passon en 2013 .

### Télévision
Son travail télévisuel est aussi vaste que son travail cinématographique. Elle réalise un épisode du drame à succès de HBO Six Feet Under . Et pendant trois saisons, elle est réalisatrice et scénariste pour la série Showtime The L Word, une émission sur la communauté lesbienne de Los Angeles. Elle est également productrice associée de la sériée avant d'être promue co-productrice exécutive. Elle écrit un épisode pour la série South of Nowhere et réalise un épisode pour les séries Touching Evil, Ugly Betty et Law & Order.

## Thèmes
En fin de compte, Troche pense que même lorsqu'elle ne traite pas de thématiques queer (ce qu'elle fait dans The Safety of Objects, par exemple), chaque film qu'elle réalise est, philosophiquement, gay. "Par exemple, j'écris les femmes comme j'aime mes femmes. Elles ne laissent personne s'en tirer avec quoi que ce soit. Elles parlent dur", dit-elle. « La vérité est que tout ce que je fais est notifié[pas clair] par le fait d'être queer. Mon homosexualité ne disparaît pas simplement parce que les personnages ne sont pas homosexuels. »

## Filmographie
| Année     | Titre                                           | Directeur | Écrivain | Producteur  | Remarques                              |
| --------- | ----------------------------------------------- | --------- | -------- | ----------- | -------------------------------------- |
| 1990      | Retournons à mon appartement et faisons l'amour | Oui       | Oui      | Non         | court métrage                          |
| 1991      | Cette guerre n'est pas finie                    | Oui       | Oui      | Non         | court métrage                          |
| 1991–1993 | gabrielle                                       | Oui       | Oui      | Non         | série de trois courts métrages         |
| 1994      | Go Fish                                         | Oui       | Oui      | Oui         | premier long métrage                   |
| 1997      | Pride Divide                                    | Non       | Non      | Non         | documentaire, apparaît comme elle-même |
| 1998      | Des chambres et des couloirs                    | Oui       | Non      | Non         |                                        |
| 2001      | The Safety of Objects                           | Oui       | Oui      | co-producer |                                        |
| 2009      | Projet de film de Chinatown                     | Oui       | Non      | Non         |                                        |
| 2012      | Xanadu                                          | Oui       | Non      | Non         |                                        |
| 2013      | Commotion cérébrale                             | Non       | Non      | Oui         |                                        |
| 2022      | Mon petit ami virtuel                           | Oui       | Non      | Non         |                                        |

| Année   | Titre                           | Directeur | Écrivain | Producteur | Remarques                           |
| ------- | ------------------------------- | --------- | -------- | ---------- | ----------------------------------- |
| 1990    | New York, police judiciaire     | Oui       | Non      | Non        |                                     |
| 2001    | Six Feet Under                  | Oui       | Non      | Non        | Épisode: "Le plan"                  |
| 2004    | La Part du diable               | Oui       | Non      | Non        | Épisode: "Mémorial"                 |
| 2004    | The L Word                      | Oui       | Oui      | Oui        | Divers épisodes de la saison 1 et 2 |
| 2005    | South of Nowhere                | Oui       | Non      | consulting |                                     |
| 2006    | Laide Betty                     | Oui       | Non      | Non        |                                     |
| 2010    | États futurs                    | Oui       | Oui      | Non        |                                     |
| 2012    | La Rochelle                     | Oui       | Non      | Non        |                                     |
| 2012    | Saison de chasse                | Non       | Non      | Oui        |                                     |
| 2014    | Finding Carter                  | Oui       | Non      | Non        |                                     |
| 2015    | Sucre                           | Oui       | Non      | Non        |                                     |
| 2017    | Star                            | Oui       | Non      | Non        |                                     |
| 2018    | Black Lightning                 | Oui       | Non      | Non        |                                     |
| 2018    | Vida                            | Oui       | Non      | Non        |                                     |
| 2018    | Sorry for Your Loss             | Oui       | Non      | Non        |                                     |
| 2018    | All American                    | Oui       | Non      | Non        |                                     |
| 2019    | Becoming a God                  | Oui       | Non      | Non        |                                     |
| 2020-21 | Most Wanted                     | Oui       | Non      | Non        |                                     |
| 2020    | Zoey et son incroyable playlist | Oui       | Non      | Non        |                                     |
| 2021    | FBI                             | Oui       | Non      | Non        |                                     |
| 2022    | Tom Swift                       | Oui       | Non      | Non        |                                     |
| 2022    | The Walking Dead                | Oui       | Non      | Non        | Épisode: " Faith "                  |
| 2023    | Ginny & Georgia                 | Oui       | Non      | Non        | 2 épisodes                          |

## Prix
| Année | Décerner                                                       | Catégorie                      | Travail                                            | Résultat   |
| ----- | -------------------------------------------------------------- | ------------------------------ | -------------------------------------------------- | ---------- |
| 1994  | Festival international du film de Berlin                       | Nounours                       | Aller pêcher                                       | Lauréat    |
| 1994  | Festival de Deauville                                          | Prix du Public                 | Aller pêcher                                       | Lauréat    |
| 1994  | Festival de Deauville                                          | Prix de la critique            | Aller pêcher                                       | Nomination |
| 1994  | Récompenses Gotham                                             | Palme ouverte                  | Aller pêcher                                       | Lauréat    |
| 1994  | Festival du film lesbien et féministe de Paris                 | Meilleur long métrage          | Aller pêcher                                       | Lauréat    |
| 1994  | Festival du film de Sundance                                   | Grand Prix du Jury - Drame     | Aller pêcher                                       | Nomination |
| 1998  | Festival du film de Londres                                    | Prix du Public                 | Chambres et couloirs                               | Lauréat    |
| 1999  | Verzaubert - Festival International du Film Gay & Lesbien      | Bouton de rose - Meilleur film | Chambres et couloirs                               | Nomination |
| 2001  | Festival international du film de Saint-Sébastien              | Coquillage doré                | La sécurité des objets                             | Nomination |
| 2002  | Festival de Deauville                                          | Prix de la critique            | La sécurité des objets                             | Lauréat    |
| 2002  | Festival de Deauville                                          | Grand prix spécial             | La sécurité des objets                             | Nomination |
| 2004  | Récompenses Chlotrudis                                         | Meilleur scénario adapté       | La sécurité des objets                             | Nomination |
| 2004  | Festival international du film lesbien et gay de San Francisco | Prix Frameline                 |                                                    | Lauréat    |
| 2014  | Prix de l'esprit indépendant du film                           | Meilleur premier long métrage  | Commotion cérébrale (partagée avec Stacie Passon ) | Nomination |
| 2015  | Outfest                                                        | Prix d'excellence Outfest      |                                                    | Lauréat    |